# Strenzketoma buddenbrocki
Strenzketoma buddenbrocki är en urinsektsart som först beskrevs av Karl Strenzke 1954.  Strenzketoma buddenbrocki ingår i släktet Strenzketoma, och familjen Isotomidae. Arten är reproducerande i Sverige.